# پاک‌سازی داده
پاک‌سازی داده‌ها یا تمیز کردن داده‌ها پاکسازی داده که به عنوان پاکسازی داده یا پاکسازی داده نیز شناخته می شود، فرآیند شناسایی و رفع خطاها، تکراری ها و داده های نامربوط از یک مجموعه داده خام است. این شامل ویرایش، تصحیح، و ساختار داده ها در یک مجموعه داده است به طوری که به طور کلی یکنواخت و برای تجزیه و تحلیل آماده شود. پاکسازی داده ها بخش مهمی از فرآیند مدیریت داده است و برای اطمینان از اطلاعات دقیق، سازگار و قابل اعتماد برای تصمیم گیری در یک سازمان ضروری است.اهمیت پاکسازی داده ها در این واقعیت نهفته است که تجزیه و تحلیل ها و الگوریتم ها فقط به خوبی داده هایی هستند که بر اساس آنها ساخته شده اند. به طور متوسط، سازمان‌ها بر این باورند که نزدیک به 30 درصد از داده‌های آنها نادرست است و برای شرکت‌ها 12 درصد از درآمد کلی آنها هزینه تمام می‌شود. داده های کثیف می توانند منجر به نتایج بی کیفیت، بینش ناقص و تصمیمات تجاری نادرست شوند. با انجام پاکسازی داده‌ها، سازمان‌ها می‌توانند داده‌های منسجم، ساختاریافته و دقیق تولید کنند که امکان تصمیم‌گیری آگاهانه و هوشمندانه را فراهم می‌کند.

## تکنیک های پاکسازی داده ها
چندین تکنیک پاکسازی داده وجود دارد که می‌توان برای اطمینان از اینکه داده‌های شما به درستی برای تجزیه و تحلیل آماده شده‌اند، استفاده کرد. برخی از رایج ترین تکنیک ها عبارتند از:
۱.حذف موارد تکراری: شناسایی و حذف رکوردهای تکراری در مجموعه داده.
۲.حذف داده های نامربوط: از شر داده هایی که به تجزیه و تحلیل یا اهداف تجاری مربوط نیستند خلاص شوید.
۳.رفع خطاهای ساختاری: اصلاح ناسازگاری ها در قالب بندی داده ها، مانند حروف بزرگ، قالب های تاریخ، و واحدهای اندازه گیری .
۴.مقابله با مقادیر از دست رفته: با پر کردن شکاف ها یا حذف سوابق ناقص، داده های از دست رفته را شناسایی و آدرس دهی کنید.
۵استانداردسازی داده ها: با استفاده از قالب ها و واحدهای استاندارد شده، اطمینان حاصل کنید که داده ها در سراسر مجموعه داده سازگار هستند.
۶.تبدیل انواع داده ها: اطمینان حاصل کنید که داده ها در قالب مناسب برای تجزیه و تحلیل ذخیره می شوند، مانند تبدیل متن به مقادیر عددی یا برعکس .
۷.شناسایی و رسیدگی به نقاط پرت: نقاط داده ای را که به طور قابل توجهی با بقیه مجموعه داده متفاوت هستند شناسایی و آدرس دهی کنید.
۸. اعتبارسنجی و تأیید داده ها: با انجام بررسی های اعتبار سنجی و تأیید نتایج، اطمینان حاصل کنید که داده های پاک شده دقیق، سازگار و قابل اعتماد هستند.

### ابزارهای پاکسازی داده ها
ابزارهای مختلفی برای تمیز کردن داده ها برای ساده کردن فرآیند و کارآمدتر کردن آن وجود دارد. برخی از ابزارهای محبوب پاکسازی داده ها عبارتند از:
۱. OpenRefine: این ابزار قدرتمند که قبلا با نام Google Refine شناخته می‌شد، برای مقابله با داده‌های نامرتب، تمیز کردن و تبدیل آن‌ها مفید است. این یک راه حل خوب برای کسانی است که به دنبال ابزارها و برنامه های نرم افزاری پاکسازی داده رایگان و منبع باز هستند. همچنین می‌تواند داده‌ها را از یک فرمت به فرمت دیگر تبدیل کند و به شما امکان می‌دهد مجموعه‌های داده‌های بزرگ را با سهولت کاوش کنید، داده‌ها را تطبیق و مطابقت دهید، با سرعت بیشتری تمیز و تبدیل کنید. .
۲.Trifacta Wrangler: سرمایه گذاری که توسط سازندگان Data Wrangler آغاز شده است، این یک ابزار تعاملی برای تمیز کردن و تبدیل داده ها است. یکی از بهترین ویژگی های این ابزار شامل زمان قالب بندی کمتر و تمرکز بیشتر بر روی تجزیه و تحلیل داده ها است. این به تحلیلگران داده کمک می کند تا داده های کثیف و متنوع را با سرعت و دقت بیشتری تمیز و آماده کنند. الگوریتم‌های یادگیری ماشین آن با پیشنهاد تبدیل‌ها و تجمیع‌های رایج به تهیه داده‌ها کمک می‌کنند. این نیز رایگان است.
۳. Melissa Clean Suite: راه حلی برای تمیز کردن داده ها که کیفیت داده ها را در پلتفرم های CRM و ERP افزایش می دهد و ویژگی هایی مانند کپی کردن داده ها، تأیید داده ها و تکمیل خودکار تماس را ارائه می دهد.
۴.Winpure:این یکی از محبوب ترین و مقرون به صرفه ترین ابزار پاکسازی داده است که وظیفه پاکسازی حجم زیادی از داده ها، حذف موارد تکراری، تصحیح و استانداردسازی را بدون زحمت انجام می دهد. می‌تواند داده‌ها را از پایگاه‌های داده، صفحات گسترده، CRM و موارد دیگر پاک کند و می‌تواند برای پایگاه‌های داده مانند مایکروسافت اکسس، مایکروسافت اس‌کیوال سرور و فایل‌های متنی استفاده شود. برخی از ویژگی های کلیدی آن عبارتند از پاکسازی پیشرفته داده ها و تطبیق فازی، پاکسازی فوق سریع داده ها، نسخه چند زبانه موجود و سایر موارد.
در نتیجه، تمیز کردن داده ها یک فرآیند ضروری در مدیریت داده است که دقت، سازگاری و قابلیت اطمینان داده ها را برای تجزیه و تحلیل و تصمیم گیری تضمین می کند. با به کارگیری تکنیک های مختلف پاکسازی داده ها و استفاده از ابزارهای مناسب، سازمان ها می توانند کیفیت داده های خود را بهبود بخشند و بر اساس اطلاعات دقیق و قابل اعتماد تصمیمات آگاهانه تری اتخاذ کنند.

## چند نمونه کد
برای حذف رکورد های تکراری با استفاده از دستورdrop_duplicates:
 data = data.drop_duplicates()
برای حذف مقادیر از دست رفته یا گمشده با استفاده از دستورdropna  :
data = data.dropna()
برای تغییر نوع داده  با استفاده از دستورastype  :
data['age'] = data['age'].astype(int)
برای تصحیح مقادیر ناسازگار با استفاده از دستورreplace:
data['gender'] = data['gender'].replace({'M': 'Male', 'F': 'Female'})

## چالش های موجود در پاکسازی داده ها
پاکسازی داده ها به دلایل مختلف می تواند یک فرآیند چالش برانگیز باشد. برخی از چالش‌های رایج در پاکسازی داده‌ها عبارتند از:
۱. داده‌های ناسازگار: داده‌هایی که متناقض هستند می‌توانند سردرگمی ایجاد کنند و منجر به تصمیم‌گیری نادرست شوند.
۲. داده های نادرست: داده های نادرست می تواند منجر به بینش ناقص و تصمیمات تجاری نادرست شود  .
۳.داده های از دست رفته: داده های از دست رفته می تواند یک چالش باشد زیرا می تواند بر دقت تجزیه و تحلیل تأثیر بگذارد.
۴. داده‌های سازمان‌یافته: داده‌های خام می‌توانند غیرعادی، قدیمی، و قالب‌بندی ضعیف باشند، که پردازش آن را دشوار می‌کند.
۵. قالب داده: انواع مختلف قالب های داده می تواند ادغام داده ها از منابع مختلف را چالش برانگیز کند.
۶. فرآیند زمان‌بر: پاک‌سازی داده‌ها می‌تواند فرآیندی زمان‌بر باشد، به خصوص اگر مجموعه داده بزرگ باشد .